# Sefora

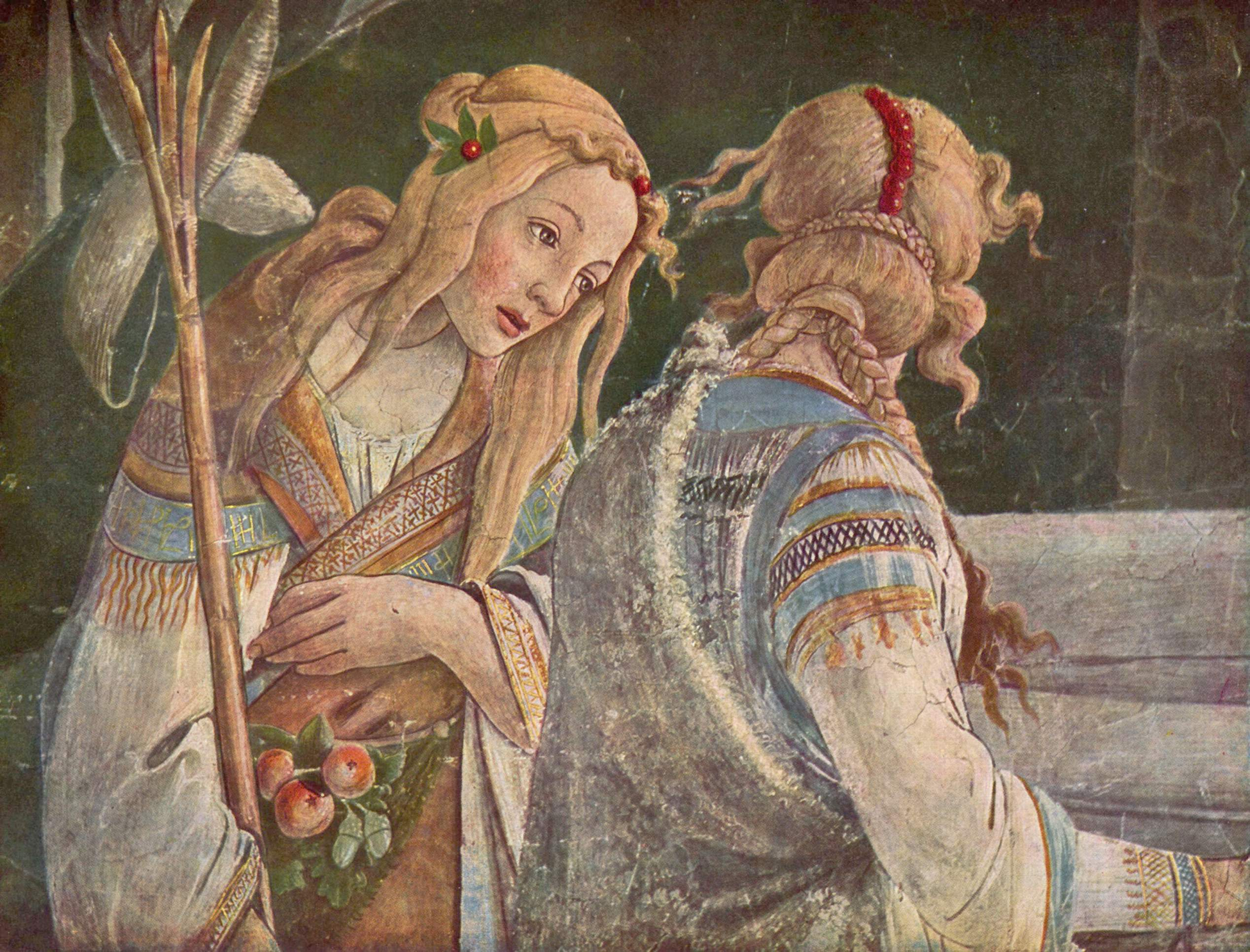
Due figlie di Ietro, particolare di un affresco di Sandro Botticelli

Sefora (o Sephora, Zippora) è la moglie di Mosè, una delle sette figlie di Ietro, menzionata nel libro dell'Esodo.

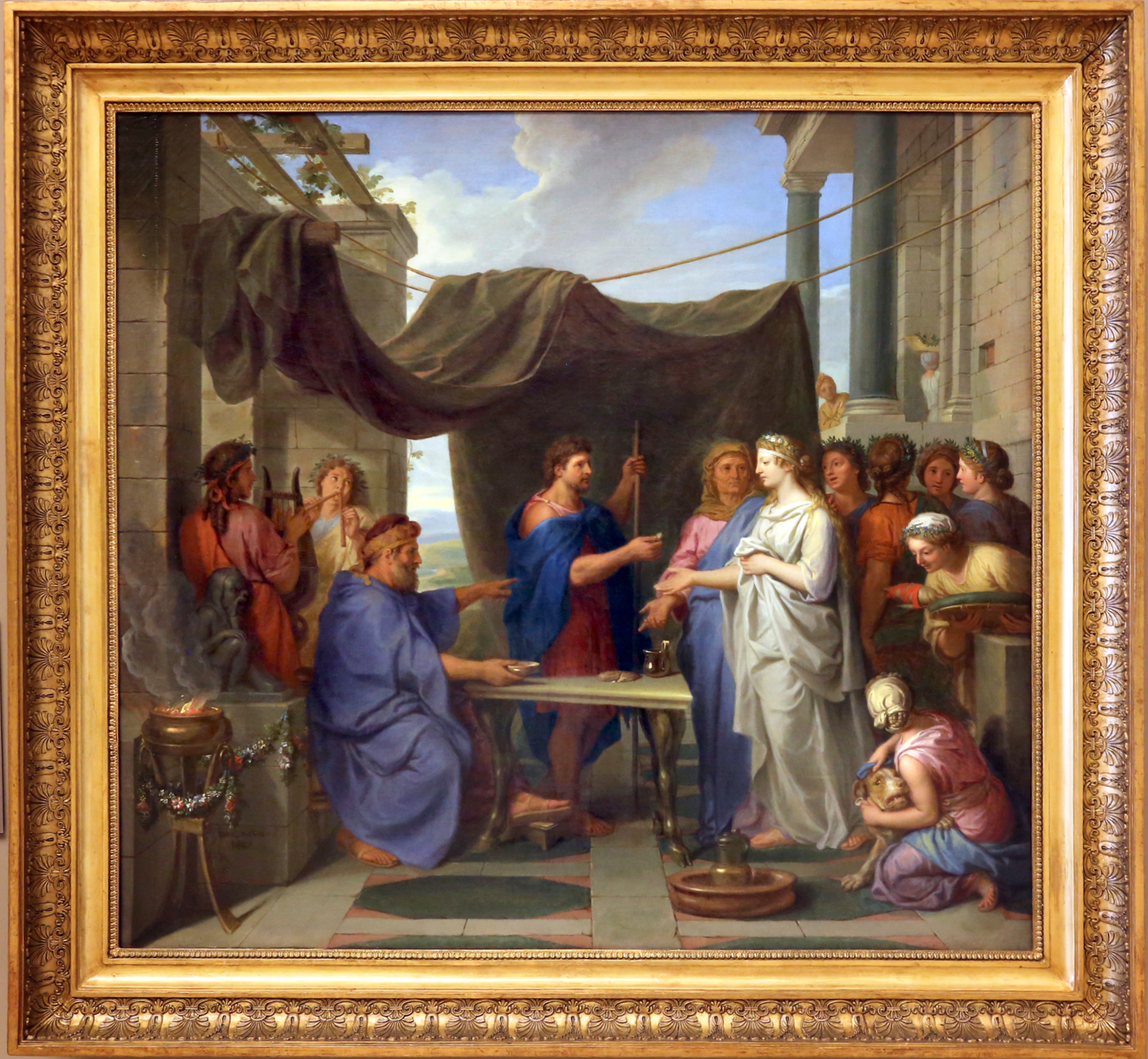
Nozze di Mosè e Sefora di Charles Le Brun (1687)

## Storia

### L'incontro
Quando Mosè, dopo aver ucciso un egiziano si rifugiò in Madian presso il sacerdote Ietro (o Reuel), egli gli diede in sposa una delle sue figlie. In seguito, dopo la morte di tutti coloro che avrebbero potuto attentare alla sua vita, Mosè fece ritorno in Egitto portando con sé la moglie e i figli, mentre secondo un'altra tradizione biblica partì invece da solo. Mosè poi rimandò sua moglie e i suoi figli dal padre; dopo l'uscita del popolo ebraico dall'Egitto questi fece visita a Mosè accompagnato da Sefora.

### La citazione
La donna è citata dalla Scrittura solo in occasione della circoncisione di Gherson. Mosè, che era cresciuto in Egitto alla corte del faraone, non aveva subito questo rito prescritto dal Signore ad Abramo, che doveva essere legalmente praticato sul neonato a otto giorni dalla nascita. A questa colpa fu attribuita la malattia proveniente dal Signore che gli fece correre il pericolo di morire. Allora Sefora simulò la circoncisione di Mosè per salvarlo dall'ira divina; praticò il rito sul figlio neonato e con il prepuzio che aveva reciso toccò il pene (la Scrittura dice "i piedi") del marito addormentato, dichiarando: "Tu sei per me uno sposo di sangue". Così fu allontanata la minaccia che incombeva su Mosè.

## Avversità
A lungo Mosè fu però disapprovato per aver scelto una moglie straniera: Sefora era madianita o, secondo altre versioni, kenita. Miriam e Aronne lo rimproverarono di avere scelto una sposa etiope. Nel passo però si è ingenerata certamente confusione e l'origine imputata alla donna non è l'Etiopia (Cush), ma Cusan, una tribù madianita, come risulta da un versetto del libro di Abacuc dove i due nomi citati parallelamente appaiono sinonimi. 
Altri esegeti ritengono che si tratti di due personaggi diversi, anche in considerazione delle varie tradizioni bibliche intrecciatesi sulla famiglia di Mosè. L'analisi dei legami famigliari di Mosè evidenzia infatti delle difficoltà: notano gli studiosi della École biblique et archéologique française (i curatori della Bibbia di Gerusalemme) che "i testi non sono d'accordo sul nome e la persona del suocero di Mosè. Abbiamo qui [Es2,18] Reuèl, sacerdote di Madian; in 3,1; 4,18; 18,1 si chiama Ietro; Nm10,29 parla di Obab, figlio di Reuèl, il Madianita; Gdc1,16; 4,11 di Obab il Kenita. [...] Di fatto le due tradizioni su un matrimonio kenita e un matrimonio madianita sono concorrenti e non bisogna cercare di conciliarle. La prima, originaria della Palestina del Sud, riflette l'esistenza di legami amichevoli tra Giuda e i Keniti, conservando il ricordo del matrimonio di Mosè con una straniera. La seconda è più strettamente legata all'uscita dall'Egitto" e anche gli studiosi dell'interconfessionale Bibbia TOB ritengono che "le diverse tradizioni danno al suocero di Mosè nomi differenti, senza cercare di armonizzarli".

## Discendenza
Sefora ebbe due figli da Mosè:
- Gherson (dall'ebraico גֵּרְשֹׁם gher, "residente"), che significa "perché era un'emigrata in terra straniera";
- Eliezer (dall'ebraico אֱלִיעֶזֶר ezer), che significa "perché il Dio di mio padre è venuto in mio aiuto".

## Nella cultura di massa
Zippora è uno dei personaggi più importanti ne Il principe d'Egitto (1998), film d'animazione incentrato sulla storia mitica di Mosè. Nella pellicola, grande successo della DreamWorks diretto da Brenda Chapman, il personaggio di Zippora è doppiato in lingua originale da Michelle Pfeiffer e in italiano da Gabriella Borri.

### Riferimenti
1. ↑  Bibbia di Gerusalemme, EDB, 2011, p. 128, ISBN 978-88-10-82031-5.
2. ↑  Bibbia TOB, Elle Di Ci Leumann, 1997, p. 139, ISBN 88-01-10612-2.
3. ↑   Khalid Valisi, "Il principe d'Egitto" della Dreamworks, su Medio Oriente e Dintorni, 4 maggio 2020. URL consultato il 19 gennaio 2025.